# شهرستان پینگشان (هبئی)
شهرستان پینگشان (به انگلیسی: Pingshan County) یک شهرستان در چین است که در شیجیاژوانگ واقع شده‌است.